# 曹卿
曹卿（1432年—1491年），字廷爵，四川重慶府銅梁縣人，軍籍，治《詩經》，年三十三歲中式天順八年甲申科第三甲第九十六名進士。十月二十八日生，行三，曾祖曹法昌；祖曹友斌；父曹必廣，□□□□□；母艾氏（封孺人）。具慶下，妻秦氏，兄輔（雲南僉事）；弼，弟臣；政；傑。由國子生中式四川鄉試第十九名舉人，會試中式第一百五十二名。